# Meine teuflisch gute Freundin
Meine teuflisch gute Freundin est une comédie allemande réalisée par Marco Petry (de) et sortie en 2018. Elle met en vedette Emma Bading, Janina Fautz et Samuel Finzi. Le scénario de Rochus Hahn et Marco Petry repose sur une trame élaborée par Hortense Ullrich. Le film sort en avant-première au Festival du film de Mecklembourg-Poméranie-Occidentale (en) le 1er mai 2018, puis dans les cinémas allemands le 28 juin 2018 et en Autriche le 29 juin 2018,.

## Synopsis
Dans ce film , Lilith , la jeune fille du diable , est envoyée pour lui à Terre , à fin de rendre maléfique Greta , une jeune fille très gentille qui habite une petite ville près de la mer . A condition de réussir Lilith pourra rester dans le terrain et ne retourner pas au infer . Mais elle connaît Samuel les choses se compliquent . 

## Distribution
- Emma Bading : Lilith
- Janina Fautz : Greta Birnstein
- Samuel Finzi : le diable
- Ludwig Simon : Samuel
- Emilio Sakraya : Carlo
- Alwara Höfels : Sibylle Birnstein, la mère de Greta
- Oliver Korittke : Gabriel Birnstein, le père de Greta
- Axel Stein : Lehrer Seidel
- Matilda März : Melody
- Amina Merai : Daria
- Theo Trebs : Eddie
- Johann von Bülow : Papenhoff, le directeur d'école
- Joyce Ilg : la professeure de mathématiques Engelhard
- Piet Fuchs : l'assistant du diable
- Thomas Clemens : le professeur particulier de Lilith

## Production
Le tournage a lieu du 5 avril au 25 mai 2017 en Rhénanie-du-Nord-Westphalie et en Basse-Saxe. Le film est produit par Tempest Film Produktion und Verleih GmbH, avec la collaboration de la HTBRB Filmproduktionsgesellschaft et de la Senator Film Köln GmbH. La production est soutenue par la Filmförderungsanstalt, le Medienboard Berlin-Brandenburg, le Deutsche Filmförderfonds et la Film- und Medienstiftung NRW.
Les costumes sont conçus par Sarah Raible et Susan Bollig, le décor par Stefan Schönberg ; le maquillage est assuré par Annette Schirmer et Kerstin Baar, tandis que le son est géré par Manuel Meichsner et Valentin Finke, avec l'ingénieur du son Hubertus Müll,.

## Récompense
- 2018 : Deutsche Film- und Medienbewertung (FBW) (de), labels « particulièrement gratifiant » et « film éveilleur » décerné par le jury de jeunes.

## Publication
- (de) Hortense Ullrich, Meine teuflisch gute Freundin, Reinbek bei Hamburg, Rowohlt Taschenbuch Verlag, 2018 (ISBN 978-3-499-21803-3)